# Frank Wilczek
Frank Wilczek (Mineola, 15 de maio de 1951) é um físico estadunidense, foi uns dos pioneiros da liberdade assintótica na cromodinâmica quântica, e é também conhecido pelos seus trabalhos teóricos a cerca da estatística de partículas.
Recebeu o Nobel de Física de 2004, pela descoberta da liberdade assintótica na teoria da interação forte.
Participou da 23ª e 24ª Conferência de Solvay, em 2005 e 2008, respectivamente. Foi um dos que assinaram uma petição para o presidente Barack Obama em 2015 para que o Governo Federal dos Estados Unidos fizesse um pacto de desarmamento nuclear e de não-agressão.
Recebeu o primeiro Prêmio Julius Wess, em 2008.